# Polonyi Péter
Polonyi Péter (Budapest, 1935. június 23. – Budapest, 2011. július 12.) magyar sinológus, politológus, műfordító. A kínai társadalmi és aktuális politikai kérdések neves kutatója volt.

## Életpályája
Elmagyarosodott zsidó kispolgári családból származik, családjának nagy része a holokauszt áldozata lett, ő maga római katolikus nevelést kapott. Középiskolai tanulmányait a Trefort Ágoston Gimnáziumban végezte, ahol 1953-ban érettségizett, majd felvették az Eötvös Loránd Tudományegyetem Bölcsészettudományi Karára. 1954-ben ösztöndíjjal átkerült a Pekingi Egyetemre, ahol kínai nyelvet és irodalmat tanult. Itt szerzett sinológusdiplomát 1961-ben. Ennek megszerzése után a Hopp Ferenc Kelet-ázsiai Művészeti Múzeumban kezdett el dolgozni. 1969-ben az MSZMP KB Társadalomtudományi Intézete Kína-szakértő munkatársa lett. Itt egészen 1989-ig dolgozott, majd nyugdíjba vonult. 1995 és 1997 között a Távol-Kelet című szakfolyóirat főszerkesztője volt.
A hatvanas évek derekától a kínai társadalom és politika állt érdeklődése középpontjában, ez volt kutatásainak fő témája több évtizeden át. Fordított kínai klasszikus és mai irodalmat, valamint kínai történelmi és társadalmi tárgyú könyveket és tanulmányokat, útikönyveket írt. Az 1954 és 1961 közötti hét pekingi diákévéről írt csaknem 500 oldalas kötet ritka betekintést nyújt a kor kínai hétköznapjaiba és belpolitikájába, a nagy ugrás „kalandjának” kezdeteire.

## Elismerései
A Péchy Blanka által alapított Magyar Lajos-díj első kitüntetettjei között volt 1987-ben.

## Főbb munkái
- Mit kell tudni a Kínai Népköztársaságról (1974)
- Diák voltam Pekingben (1982)
- Kínai filmkockák (1986)
- Kína (nagyútikönyv) (1987)
- Kína története (1988, 1994)
- Mi történt? Tienanmen tér ’89 (1990)
- Mao (2000)
- Múlt a jövőben: írások Kínáról (2008) [szerk.: Vámos Péter]
- Kína rövid története (2008)
- Gyökereim (2010)

### Fordítások
- Vu Csing-ce: Írástudók (1966)
- Magyar Lajos: A kínai mezőgazdaság hagyományos szerkezete (1981)
- Vang Meng: A csirizgyár igazgatója (1983)
- Liu O: Öreg Can kóborlásai (1985)
- Mo Jing-feng: Túl szép a menyasszony (1986)
- Ku Hua: Hibiszkuszháza (1987)
- Magyar Lajos: Kína gazdaságának vázlata (1991)
- Li Csung-csiang: Szerencsevadászok (2005)